# Província de Harghita
La província de Harghita (IPA: [har.'gi.ta]; hongarès Hargita) és un judeţ, una divisió administrativa al centre de Romania, a l'est de Transsilvània, i la capital és Miercurea-Ciuc. Limita a l'est amb la província de Neamţ i la província de Bacău a l'oest amb la província de Mureş, al nord amb la província de Suceava i al sud amb la província de Braşov i la província de Covasna.

## Demografia
El 2002, tenia 326,222 i una densitat de població de 52/km².
- Hongaresos - 84,6% (o 276,038)[1]
- Romanesos - 14,1% (o 45,870)
- Roma - 1,2% (o 3,835), i altres.

La Província de Harghita té el pearcentatge més alt d'hongaresos a Romania, juntament amb la Província de Covasna. El principal grup hongarès, els Székely (Szeklers, Secui en romanès), formen la majoria de la població en la majoria dels municipis de la província, mentre que els romanesos es concentren a alguns enclavaments, com Topliţa.
Els Székely són majoritàriament catòlics, mentre que els romanesos són Ortodoxos, i els altres grups hongaresos són protestants i Uniates. Per religió, el comtat és dividit
- Catòlics romans (65%)
- Ortodoxos (13%)
- Reformats (13%)
- Uniates (7%)
- Altres (2%)

| Any  | Població de la província |
| ---- | ------------------------ |
| 1948 | 258,495                  |
| 1956 | 273,964                  |
| 1966 | 282,392                  |
| 1977 | 326,310                  |
| 1992 | 348,335                  |
| 2002 | 326,222                  |

## Geografia
La província de Harghita County té 6,639 km².

## Divisió administrativa
La província té 4 municipalitats, 5 ciutats, i 49 comunes.
(noms hongaresos entre parèntesis)

### Municipalitats
- Miercurea Ciuc (Csíkszereda) – capital; població: 42,029
- Gheorgheni (Gyergyószentmiklós)
- Odorheiu Secuiesc (Székelyudvarhely)
- Toplița (Maroshévíz)

### Ciutats
- Băile Tușnad (Tusnádfürdő)
- Bălan (Balánbánya)
- Borsec (Borszék)
- Cristuru Secuiesc (Székelykeresztúr)
- Vlăhița (Szentegyháza)

### Comunes
- Atid (Etéd)
- Avrămeşti (Szentábrahám)
- Bilbor (Bélbor)
- Brădeşti (Fenyéd)
- Căpâlniţa (Kápolnásfalu)
- Cârţa (Csíkkarcfalva)
- Ciucsângeorgiu (Csíkszentgyörgy)
- Ciumani (Gyergyócsomafalva)
- Corbu (Gyergyóholló)
- Corund (Korond)
- Cozmeni (Csíkkozmás)
- Dăneşti (Csíkdánfalva)
- Dârjiu (Székelyderzs)
- Dealu (Oroszhegy)
- Ditrău (Ditró)
- Feliceni (Felsőboldogfalva)
- Frumoasa (Szépvíz)
- Gălăutaş (Galócás)
- Joseni (Gyergyóalfalu)
- Lăzarea (Gyergyószárhegy)
- Lueta (Lövéte)
- Lunca de Jos (Gyimesközéplok)
- Lunca de Sus (Gyimesfelsőlok)
- Lupeni (Farkaslaka)
- Mărtiniş (Homoródszentmárton)
- Mădăraş (Csíkmadaras)
- Mereşti (Homoródalmás)
- Mihăileni (Csíkszentmihály)
- Mugeni (Bögöz)
- Ocland (Oklánd)
- Păuleni-Ciuc (Csíkpálfalva)
- Plăieşii de Jos (Kászonaltíz)
- Praid (Parajd)
- Remetea (Gyergyóremete)
- Săcel (Székelyandrásfalva)
- Sâncrăieni (Csíkszentkirály)
- Sândominic (Csíkszentdomokos)
- Sânmartin (Csíkszentmárton)
- Sânsimion (Csíkszentsimon)
- Sărmaş (Salamás)
- Satu Mare (Máréfalva)
- Secuieni (Újszékely)
- Siculeni (Madéfalva)
- Şimoneşti (Siménfalva)
- Subcetate (Gyergyóvárhegy)
- Suseni (Gyergyóújfalu)
- Tulgheş (Gyergyótölgyes)
- Tuşnad (Tusnád)
- Ulieş (Kányád)
- Vărşag (Székelyvarság)
- Voşlăbeni (Vasláb)
- Zetea (Zetelaka)